# Mirei Kiritani
Mirei Kiritani (桐谷 美玲?, Kiritani Mirei; Chiba, 16 dicembre 1989) è un'attrice e modella giapponese.

## Carriera
Ha iniziato come modella, per poi passare a recitare sia nei film e serie TV, dove si è distinta per i ruoli interpretati in numerosi dorama e film cinematografici. Lavora per l'agenzia Sweet Power.
Debutta nel 2005 e viene scelta subito per far parte di molte produzioni di rilievo; ha fatto parte del cast di Hanazakari no Kimitachi e, versione live action della serie manga Hana-Kimi, e di seguito in Otomen con Masaki Okada.
Ha avuto il ruolo di protagonista nel dorama Arakawa Under the Bridge, ispirata all'omonimo anime Arakawa Under the Bridge, a fianco di Kento Hayashi.
Nel 2015, ha interpretato il ruolo di protagonista in Koisuru Vampire e nella serie originale Netflix Atelier. 
Nel 2018 sposa Shohei Miura, conosciuto nel 2016 sul set del drama Sukinahito ga iru koto conosciuto anche con il titolo inglese A Girl and Three Sweethearts, con cui nel 2020 avranno un figlio.

## Filmografia

### Cinema
- Haru no ibasho, regia di Masatoshi Akihara (2006)
- Akai bunka jûtaku no hatsuko, regia di Yuki Tanada (2007)
- Taiikukan Baby, regia di Yoshihiro Fukagawa (2008)
- Classmates, regia di Yoshihiro Fukagawa (2008)
- Mahounoiland Teddy Bear, regia di Kazuhiro Yokoyama (2008)
- Yamagata sukurîmu, regia di Naoto Takenaka (2009)
- Memoirs of a Teenage Amnesiac, regia di Hans Canosa (2010)
- Kimi ni todoke, regia di Naoto Kumazawa (2010)
- Jîn warutsu, regia di Kentarô Ohtani (2011)
- Ranwei bîto, regia di Kentarô Ohtani (2011)
- Usagi Drop - Il film (Eiga Usagi Doroppu), regia di Sabu (2011)
- Ranhansha, regia di Masaaki Taniguchi (2011)
- Sunôfurêku, regia di Masaaki Taniguchi (2011)
- Gyakuten saiban, regia di Takashi Miike (2012)
- Arakawa Under the Bridge (Arakawa andā za burijji), regia di Ken Iizuka (2012)
- Atarashii kutsu wo kawanakucha, regia di Eriko Kitagawa (2012)
- Tsunagu, regia di Yûichirô Hirakawa (2012)
- 100-kai nakukoto, regia di Ryūichi Hiroki (2013)
- Asa Hiru Ban, regia di Jûzô Yamasaki (2013)
- Chîmu Bachisuta Final: Keruberosu no shouzou, regia di Kazunari Hoshino (2014)
- Joshîzu, regia di Yûichi Fukuda (2014)
- Assassination Classroom (Eiga ansatsu kyōshitsu), regia di Eiichirō Hasumi (2015)
- Koisoru Vampire, regia di Mai Suzuki (2015)
- Hiroin shikkaku, regia di Tsutomu Hanabusa (2015)
- Assassination Classroom: Graduation (Ansatsu kyōshitsu: Sotsugyō-hen), regia di Eiichirō Hasumi (2016)
- Ribenji girl, regia di Kôichirô Miki (2017)
- Once Upon a Crime (Akazukin, tabi no tochu de shitai to deau), regia di Yûichi Fukuda (2023)

### Televisione
- Hanazakari no kimitachi e - Ikemen Paradaisu – serie TV, 13 episodi (2007-2008)
- Dansou no reijin, regia di Meiji Fujita – film TV (2008)
- Chansu!: Kanojo ga seikô shita riyû – serie TV, episodi 1x01-1x02 (2009)
- Love Game – serie TV, episodio 1x09 (2009)
- Jotei Kaoruko – serie TV, 8 episodi (2010)
- Natsu no koi wa nijiiro ni kagayaku – serie TV, 10 episodi (2010)
- Arakawa Under the Bridge – serie TV, 10 episodi (2010-2011)
- HUNTER ~Sono Onnatachi, Shoukin Kasegi~ – serie TV, 10 episodi (2011)
- 13-sai no Harôwâku – miniserie TV, 9 puntate (2012)
- Cheap Flight!!, regia di Satoru Nakajima – film TV (2013)
- Apoyan ~ Hashiru Kokusai Kûkô – miniserie TV, 10 puntate (2013)
- Galileo (Garireo) – serie TV, episodio 2x05 (2013)
- Saitô san – serie TV, 10 episodi (2013)
- Andō Lloyd: A.I. knows Love? – miniserie TV, 10 puntate (2013)
- Gunshi Kanbee – serie TV, 13 episodi (2014)
- Shinigami-kun – serie TV, 9 episodi (2014)
- Tsui no sumika – serie TV, episodi 1x01-1x02 (2014)
- Jigoku sensei Nūbē – serie TV, 10 episodi (2014)
- Atelier (Andāwea) – serie TV, 13 episodi (2015)
- Sumika Sumire – serie TV, 8 episodi (2016)

- Sukinahito ga iru koto – serie TV, 10 episodi (2016)
- Hito wa mitame ga 100% – miniserie TV, 10 puntate (2017)
- Minshû no teki: yononaka okashikunaidesuka? – miniserie TV, 1 puntata (2017)